# Саша Радојчић
Саша Радојчић (Сомбор, 12. јануар 1963) српски је песник и филозоф.

## Биографија
Школовао се у Сомбору и Београду. Дипломирао филозофију на Филозофском факултету, магистрирао из области науке о књижевности на Филолошком факултету, докторирао на Филозофском факултету (Универзитет у Београду). Запослен на Факултету ликовних уметности, Универзитет уметности у Београду. Био члан уредништва часописа Летопис Матице српске, Домети, Златна греда и Норма.

### Збирке песама
- Узалуд снови (1985)
- Камерна музика (1991)
- Америка и друге песме (1994)
- Елегије, ноктурна, етиде (2001)
- Четири годишња доба (2004)

### Књиге огледа и критика
- Поезија, време будуће (2003)
- Провидни анђели (2003)

### Студије
- Ништа и прах: Антрополошки песимизам Стеријиног Даворја (2006)
- Стапање хоризоната: Песништво и интерпретација песништва у филозофској херменеутици Ханса Георга Гадамера (2010)
- Разумевање и збивање: Основни чиниоци херменеутичког искуства (2011)

### Преводи
- Ханс Георг Гадамер, Похвала теорији (1996)
- Ханс Георг Гадамер, Филозофија и поезија (2002)
- Вилхелм Дилтај, Доживљај и песништво (2004)
- Ридигер Зафрански, Зло или драма слободе (2005)
- Ернст Јингер, Дроге и опијеност: приближавања (2007)
- Ханс Георг Гадамер, Ко сам ја и ко си ти? (2009)

## Признања и награде
- Награда „Ливац”, за необјављену песму „Овај град”, 1986.
- Награда „Печат вароши сремскокарловачке”, за књигу песама Камерна музика, 1992.
- Награда „Бранко Ћопић”, за књигу песама Елегије, ноктурна, етиде, 2001.
- Награда „Милан Богдановић”, за критички текст о књизи Песник песама Мирослава Максимовића, 2003.
- Награда „Ђура Јакшић”, за књигу песама Четири годишња доба, 2005.
- Награда „Ленкин прстен”, за песму „На острвима блажених”, 2013.
- Дисова награда, 2015.
- Награда „Десанка Максимовић”, 2021.[2]

## Чланства
- Српски ПЕН центар
- Српско књижевно друштво
- Друштво књижевника Војводине